# Vimana (elemento architettonico)

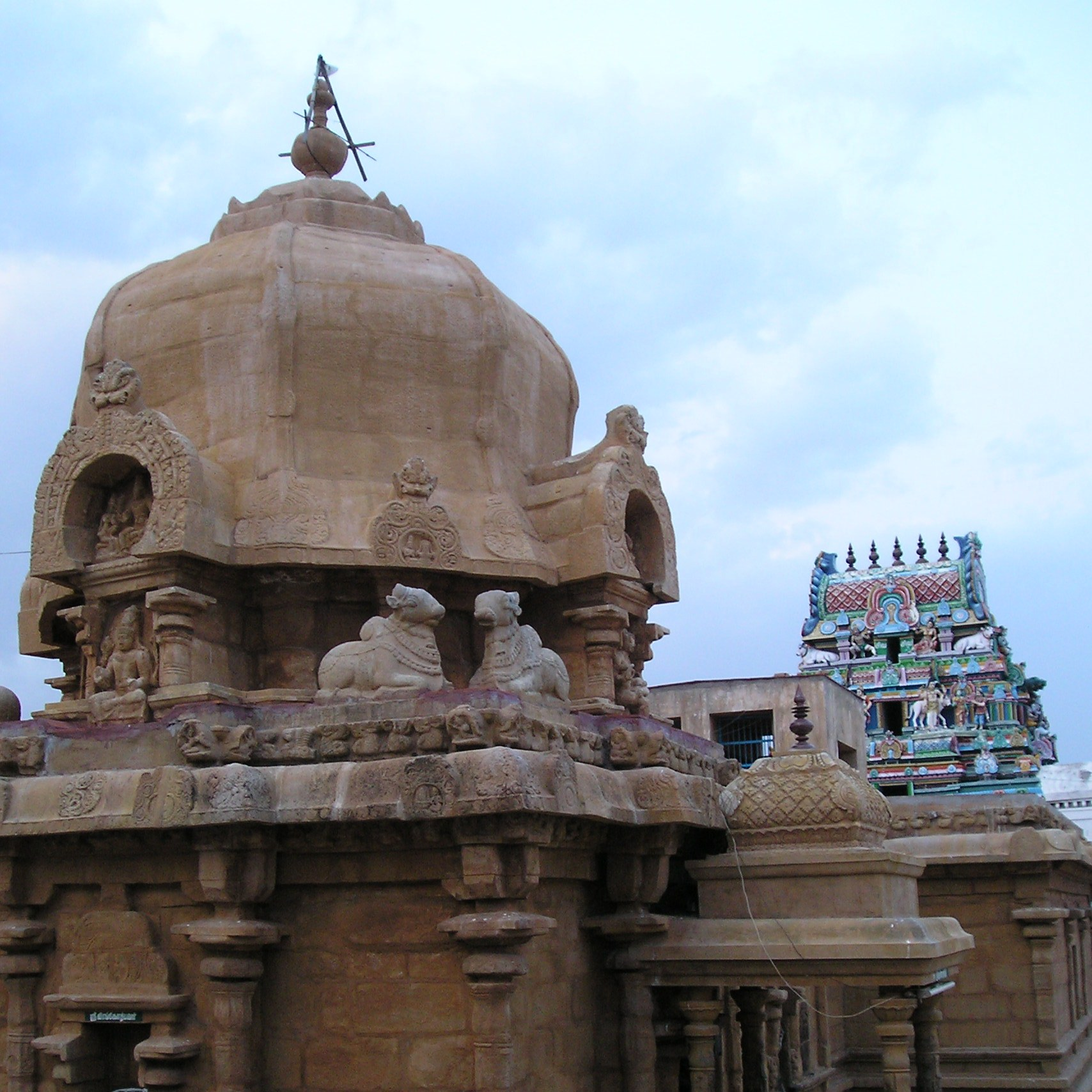
Vimana e Gopuram

Vimana (tamil: விமானம்) è un termine che indica le torri costruite sui Garbhagriha o Sancta sanctorum dei templi indù.

## Architettura

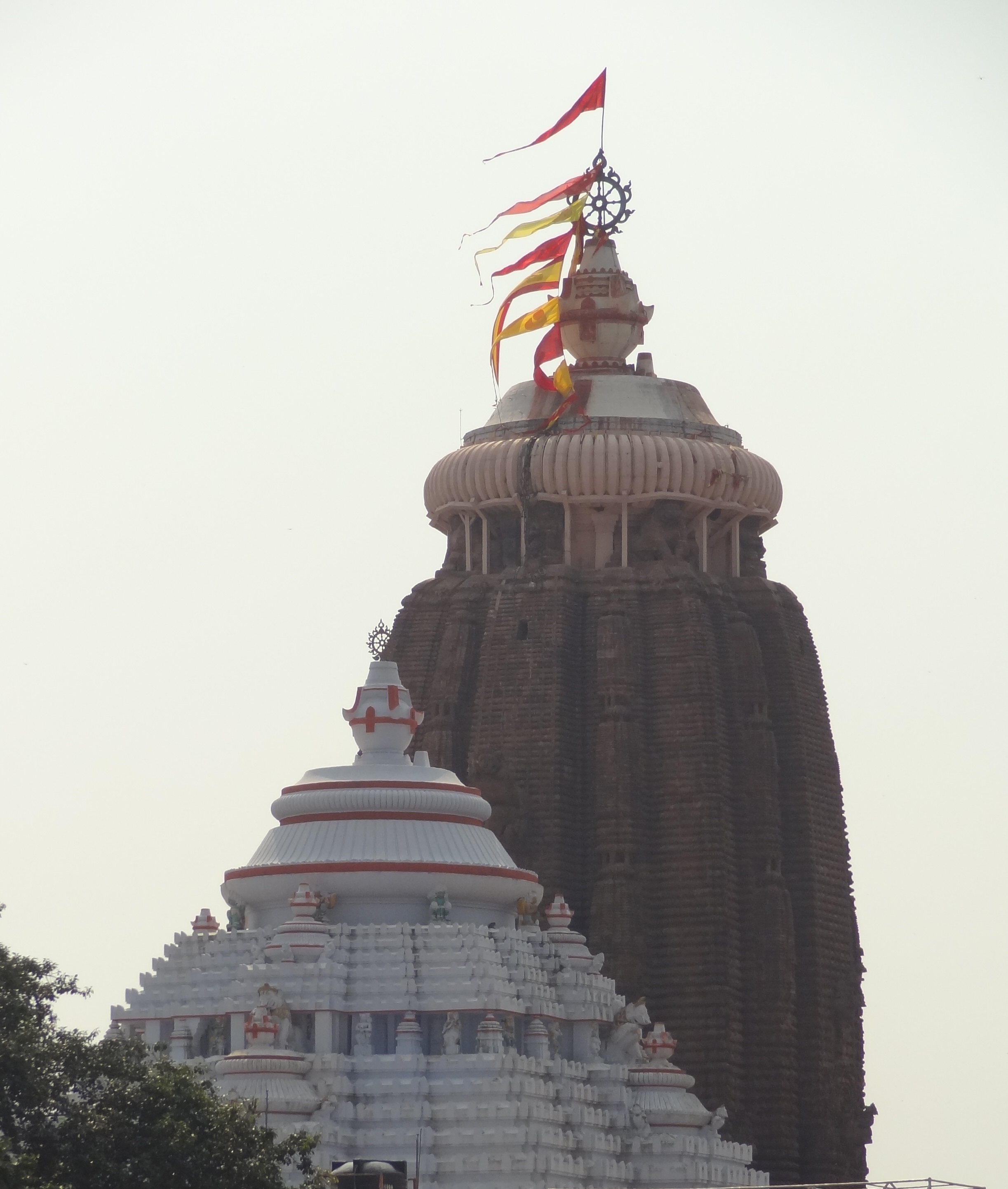
Il vimana del tempio Jagannath a Puri, in stile Kalinga

Un tipico tempio indù in stile dravidico può avere gopuram multipli, in genere costruiti in più pareti in fila intorno al santuario principale. Le pareti del tempio sono quadrate con quattro gopura, uno ciascuno per ogni lato, esattamente situato al centro di ogni parete. Il sancta sanctorum e il tetto imponente (della divinità centrale del santuario) sono chiamati anche vimana. In generale questi non assumono un significato tanto diverso dai gopuram esterni, con l'eccezione di alcuni templi dove i tetti del sancta sanctorum sono famosi come il complesso del tempio.

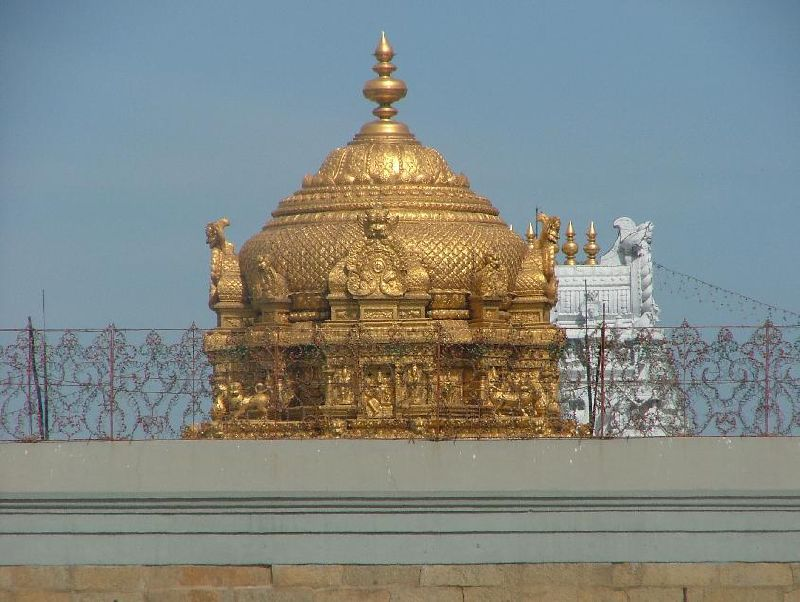
Santuario dorato del tempio Tirumala Venkateswara

## Scrigni famosi
Il kanaka-sabai (palco dorato) del tempio Thillai Nataraja di Chidambaram è un altro esempio. In particolare questo santuario è interamente ricoperto di lastre dorate, è diverso nella struttura e massiccio in termini di dimensioni rispetto alla maggior parte degli altri vimana. Dati storici evidenziano che nel IX secolo Parantaka Chola I finanziò la copertura dorata di questo vimana e la sua gloria è viva ancora oggi.
Il vimana Ananda Nilayam del Tempio di Venkateswara è un famoso esempio in cui il gopuram del santuario principale occupa un posto speciale nella storia e nella dignità del tempio.
Il Tempio di Meenakshi ha due vimana dorati, il maggiore dedicato a Shiva e l'altro alla sua consorte Meenakshi.
Il vimana del Tempio Brihadeeswarar a Tanjore è un altro esempio, con la sua altezza esagerata. Questa forma non è molto comune.

## Galleria d'immagini

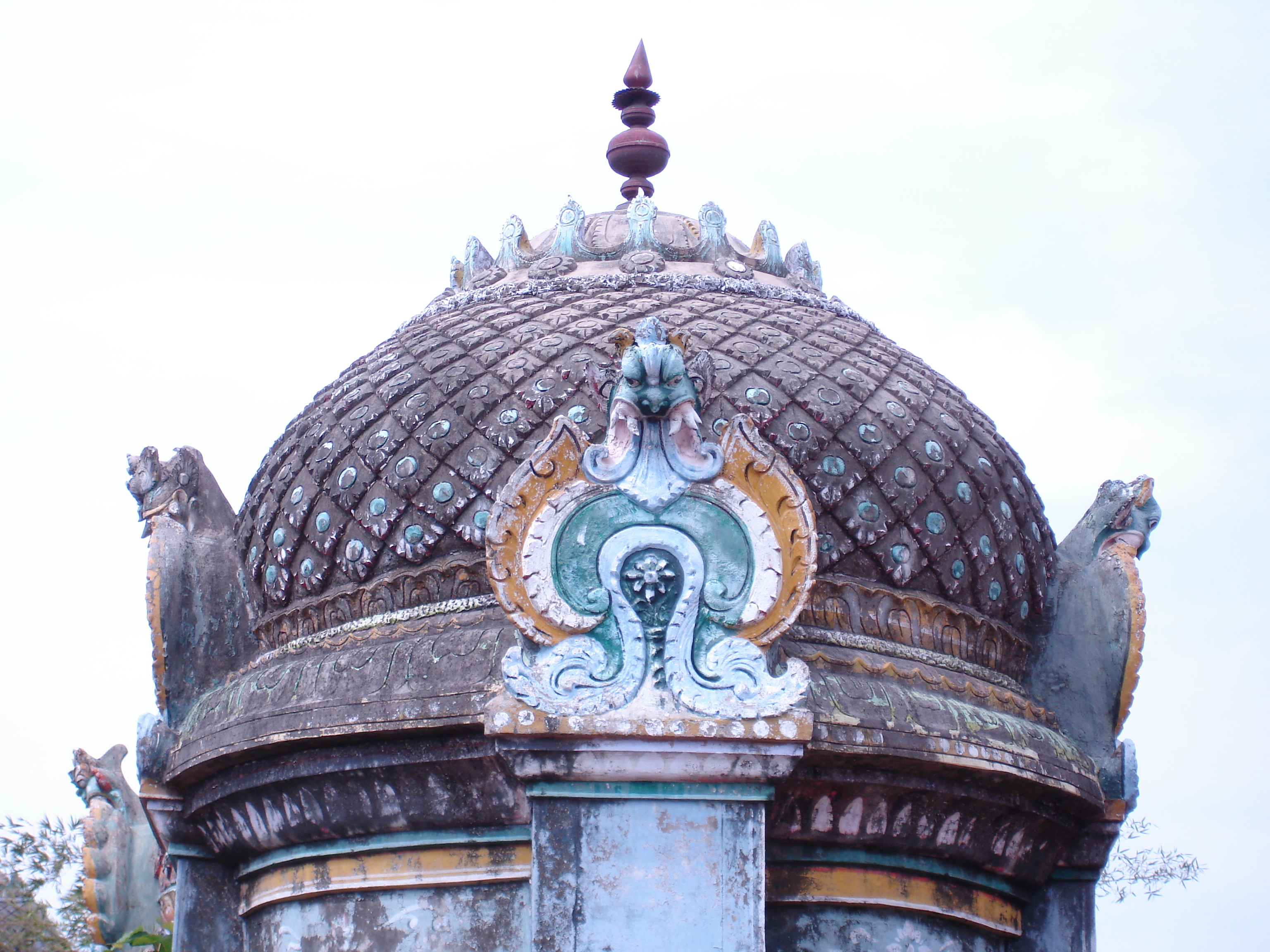
Vimana del tempio Sattainathar a Sirkazhi
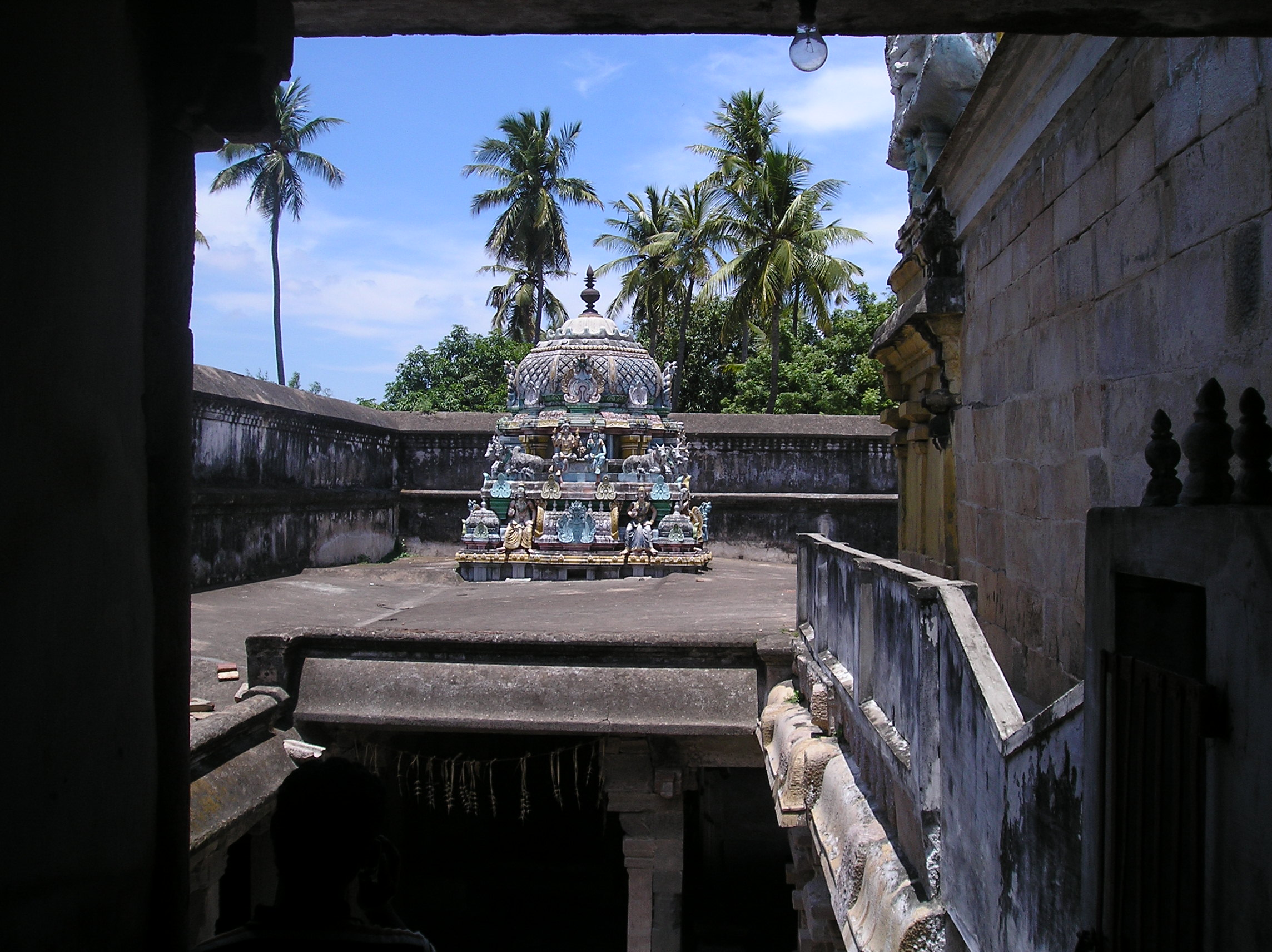
Vimana del Tempio Kalyanasundaresar a Nallur